# Piane Crati
Piane Crati ist eine italienische Gemeinde mit 1330 Einwohnern (Stand 31. Dezember 2023) in der Provinz Cosenza in Kalabrien.
Das Gebiet der Gemeinde liegt auf einer Höhe von 620 m über dem Meeresspiegel und umfasst eine Fläche von 2 km². Piane Crati liegt etwa 12 km südöstlich von Cosenza. Die Nachbargemeinden sind Aprigliano, Cosenza, Figline Vegliaturo und Paterno Calabro. Piane Crati hat einen Bahnhof an der Bahnstrecke Cosenza–Catanzaro.